# Cucina cipriota

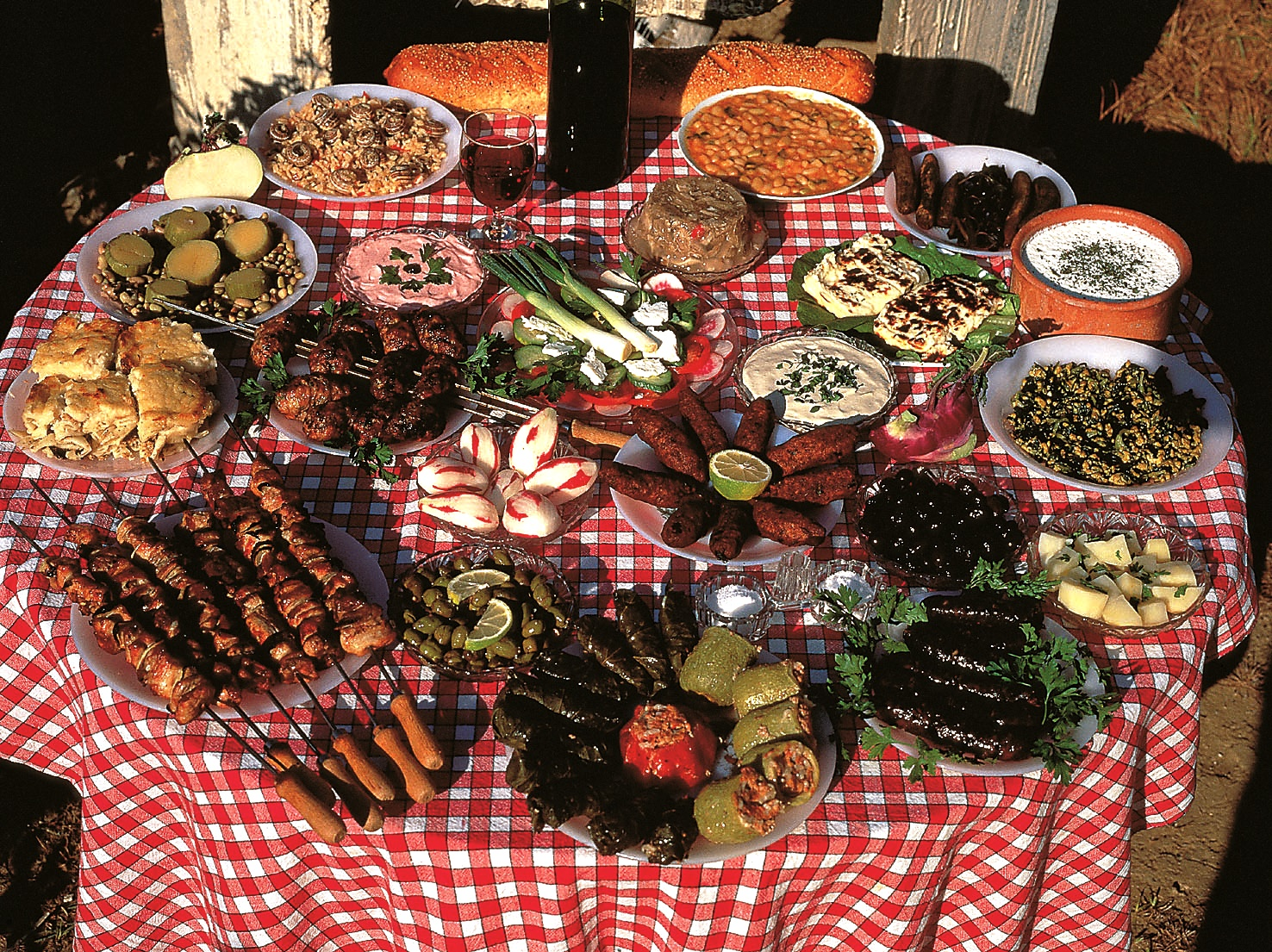
Meze cipriote

La cucina cipriota è l'espressione dell'arte culinaria sviluppata a Cipro. Nell'isola esistono in realtà due distinte tradizioni culinarie, con diversi elementi in comune ma anche parecchie differenze. Dal 1974 esse si sono localizzate in due parti diverse dell'isola: nel sud quella greco-cipriota, nel nord quella turco-cipriota. Entrambe rientrano tra le cucine mediterranee, con contaminazioni provenienti dalla cucina del Vicino Oriente. In particolare esse hanno subito influenze della cucina greca, turca, araba e inglese.

## Ingredienti e condimenti
Gli ingredienti più comuni utilizzati nella cucina cipriota sono verdure verdi come zucchine, peperoni, gombo, fagiolini, carciofi, carote, pomodori, cetrioli, lattuga e foglie d'uva, oltre a legumi come fagioli (soprattutto per la fasoláda), mais, piselli, ceci, fagioli e lenticchie.
La frutta e la frutta a guscio più comunemente consumata è quella solitamente coltivata nelle regioni a clima mediterraneo: pere, mele, uva, arance, mandarini, nespole, more, ciliegie, fragole, fichi, angurie, meloni, avocado, limoni, pistacchi, mandorle, castagne, noci e nocciole.
Le erbe e le spezie più comuni utilizzate nella cucina cipriota sono pepe, prezzemolo, rucola, sedano, coriandolo fresco, timo e origano. Tradizionalmente, la maggior parte dei piatti è aromatizzata con cumino (artisha)  chiamato kolyandro a Cipro. Anche la menta è utilizzata in molti piatti: poiché cresce molto facilmente, i ciprioti la usano in particolare per insaporire i piatti di carne. Ad esempio, la versione cipriota del pastizio (macaronia tou fournou) contiene pochissimo pomodoro rispetto alla ricetta greca, ma molta più menta. I keftedes, polpette di carne simili ai keftas, sono molto spesso circondati da foglie di menta per contrastare con la carne. Il coriandolo viene utilizzato nelle insalate, nel pane alle olive, nella torta di spinaci (spanakopita) e in altri dolci. In altre parti dell'isola viene utilizzato per insaporire piatti caldi, soprattutto a base di pomodoro come la yiachnista.

## Antipasti
Vi è l'usanza di iniziare il pasto con le meze (è una selezione di antipasti tipici della cucina del levante, di quella greca e di quella turca).

## Carni
La tsamarella è una tipica ricetta pastorale a base di carne di capra essiccata al sole e coperta di sale e origano, e che è, ancora oggi, prodotta nella regione di Limassol.

## Formaggi

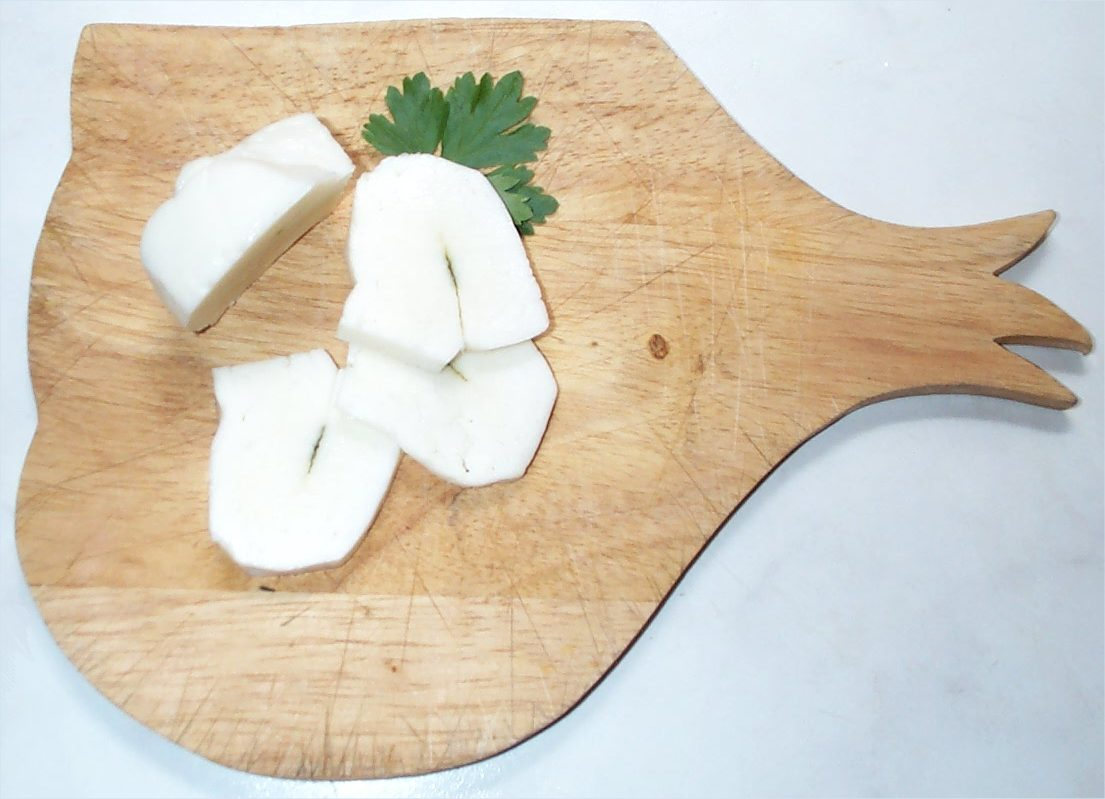
Halloumi fresco affettato.

Tipico della cucina di tutta l'isola è l'halloumi (hellim a Cipro del Nord): un formaggio prodotto con latte di pecora e capra (anche di mucca nel sud) che può essere consumato anche dopo essere stato fritto.

## Dolci
Tra i dolci caratteristici della cucina cipriota, vi è il baklava, tipico della tradizione culinaria ottomana.

## Alcolici
Il vino è consumato sull'isola sin da tempi remoti: fonti storiche testimoniano l'uso di tale bevanda sin dal 735 a.C. Tra i più noti vi è il Koumandaria, vino dolce prodotto sui monti del Troodos. Nel sud dell'isola viene consumato abitualmente caffè.